# La rentrée
La rentrée è un film del 2001 diretto da Franco Angeli.

## Trama
Mario Gibellini, ex pugile detto Rudy Ballerino, esce di galera dopo due anni di detenzione per tentato omicidio. Ritrova la moglie Teresa e la figlia Elisa, ma ricominciare non è facile, tra il desiderio di ritornare a combattere sul quadrato e le facili tentazioni lavorative del Denti, losco malavitoso di periferia.
Mario, affiancato dall'amico Franchino, comincia così a lavorare clandestinamente con il Denti, riscuotendo tangenti nel quartiere; nel frattempo riprende a frequentare la vecchia palestra dell'allenatore amico Chiodi, nella speranza di tornare a combattere. Il Denti illude Mario facendogli credere che, con le sue conoscenze, potrà tornare sul quadrato, ma nessuno è in grado di far avallare la cartella clinica, data l'eccessiva età.
In cambio di informazioni riservate fornite a un imprenditore della palestra sulla presunta frequentazione del Denti con la moglie dello stesso, Mario riesce a ottenere il lasciapassare per tornare a combattere; ma Franchino non è d'accordo e minaccia di fare la spia al Denti: tra i due insorge un contrasto in seguito al quale Mario colpisce con un pugno l'amico, che purtroppo cade a terra e muore.
La sera della grande sfida, Mario incontra la moglie, che nel frattempo se ne era andata di casa, stanca delle continue promesse del marito di smetterla con il pugilato; Mario cerca di convincere Teresa che la cosa più importante per lui è la famiglia e che senza di lei e la bambina non può vivere, ma deve combattere perché è l'unica cosa che gli riesce. Uno scagnozzo del Denti comunica a Gibellini che la notte precedente il malavitoso aveva subito un attentato e che Franchino mancava all'appello dal giorno prima. Mario sale sul quadrato e mette al tappeto l'avversario. Ma dopo un breve scambio di sguardi con Teresa e un veloce esame di coscienza, getta la spugna dichiarandosi sconfitto sotto gli occhi della moglie incredula.
Mario decide di farla finita con il pugilato, ma la vista dei carabinieri gli fa capire che il corpo di Franchino è stato ritrovato e che tutto è finito, e questa volta dovrà pagare per la vita.

## Riconoscimenti
- Candidato ai Nastri d'argento 2002 per miglior regista esordiente e miglior attore protagonista (Francesco Salvi).